# Bataille du Trou du Diable
Rébellion de Pontiac
La bataille du Trou du Diable (en anglais : Battle of Devil's Hole), appelé également massacre du Trou du Diable, est une embuscade meurtrière tendue par les Amérindiens contre un convoi des troupes britanniques le 14 septembre 1763 pendant la rébellion de Pontiac le long des gorges du Niagara.

## Contexte
En 1763, les Nations amérindiennes alliées des Français refusent le traité de Paris qui cède le Canada à la Couronne britannique. Pontiac, le chef des Outaouais, réunit en avril 1763, à une quinzaine de kilomètres du Fort de Détroit, les différentes Nations amérindiennes vivant autour des Grands Lacs afin de les unir dans la guerre contre les Britanniques. En mai, ils font le siège de Fort Détroit et attaquent victorieusement les troupes et garnisons anglaises du Haut-Canada ainsi que les colons anglais, protégeant par la même occasion les habitants canadiens.

## L'embuscade du Trou du Diable
En septembre 1763, un détachement du 80e régiment d'infanterie légère britannique, formé par Robert Rogers convoyait un convoi de marchandises pour le Fort Niagara.
Passant le long de la rivière Niagara, sur un chemin escarpé dominant les gorges du Niagara, plus de trois cents Sénécas commandés par le chef Cornplanter, dissimulés sous les frondaisons et la végétation, attaquent par surprise le détachement militaire marchant à l'avant-garde. Puis les Sénécas poursuivent les survivants tentant de fuir et poursuivent l'attaque du convoi situé à un bon kilomètre en arrière. Les chevaux et les chariots de marchandises tombent en contrebas dans la rivière tumultueuse avec leurs convoyeurs. Les troupes composant l'escorte sont mises à mal par l'effet de surprise et tentent de se protéger sans avoir le temps de riposter.
Plus de quatre-vingts soldats furent tués sur une troupe de cent trente-quatre hommes, sans faire aucune victime du côté des Sénécas.
Averti des événements, des renforts britanniques arrivent, mais par crainte d'une nouvelle attaque, ils s'en retournent dans leur campement. Ils reviendront quelques jours plus tard constater le nombre des victimes scalpées et leurs corps jetés en contrebas dans la rivière.
Les Sénécas contrôleront la voie d'accès du Niagara pendant encore un certain temps jusqu'à la Guerre d'indépendance des États-Unis.

## Source
- (en) Cet article est partiellement ou en totalité issu de l’article de Wikipédia en anglais intitulé « Battle of Devil's Hole » (voir la liste des auteurs).